# بني عامر (أولاد زاليم التريعات)
بني عامر هو دُوَّار يقع بجماعة سيدي إسماعيل، إقليم الجديدة، جهة الدار البيضاء سطات في المملكة المغربية. ينتمي الدوّار لمشيخة أولاد زاليم التريعات التي تضم 11 دوار. يقدر عدد سكانه بـ 418 نسمة حسب الإحصاء الرسمي للسكان والسكنى لسنة 2004.

## روابط خارجية
- البوابة الوطنية للجماعات الترابية نسخة محفوظة 12 مارس 2018 على موقع واي باك مشين.
- المندوبية السامية للتخطيط